# Thirteen
Thirteen is een Amerikaanse dramafilm uit 2003 onder regie van Catherine Hardwicke. Het verhaal hiervan werd losjes gebaseerd op gebeurtenissen uit het leven van actrice Nikki Reed, die zelf een van de hoofdrollen speelt. Actrice Holly Hunter werd voor haar bijrol in Thirteen genomineerd voor een Academy Award. Zowel zij als hoofdrolspeelster Evan Rachel Wood werden daarnaast genomineerd voor een Golden Globe. De productie kreeg meer dan tien andere filmprijzen daadwerkelijk toegekend, waaronder een Independent Spirit Award (voor de rol van Reed) en de regieprijs van het Sundance Film Festival 2003.

## Verhaal
Tracy Freeland (Evan Rachel Wood) is een keurig en intelligent meisje van dertien jaar. Ze haalt hoge cijfers op school en heeft een goede band met haar moeder Melanie (Holly Hunter). Op school valt het Freeland op dat de wilde Evie Zamora (Nikki Reed) een van de populairste leerlingen is onder haar leeftijdsgenoten. Ze wil daarom graag bij haar groepje gaan horen en begint geld te stelen van andere mensen om indruk te maken. Haar plannetje slaagt want gaandeweg wordt ze beste vriendinnen met Evie. Hoe hechter de vriendschap wordt, hoe meer Tracy meegaat in de losbandige levensstijl van Zamora. Ze begint zich anders te kleden, experimenteert met harddrugs en seks en neemt een navel- en tongpiercing. Haar band met haar moeder brokkelt tegelijkertijd af en Melanie ziet radeloos toe hoe het van kwaad tot erger gaat met haar dochter.

## Rolverdeling
- Nikki Reed - Evie
- Evan Rachel Wood - Tracy
- Vanessa Anne Hudgens - Noel
- Holly Hunter - Melanie "Mel"
- Brady Corbet - Mason
- Ulysses Estrada - Rafa
- Sarah Blakely-Cartwright - Medina
- Jenicka Carey - Astrid
- Sarah Clarke - Birdie
- Jasmine Di Angelo - Kayla
- Tessa Ludwick - Yumi
- Kip Pardue - Luke